# Makromutation
Med makromutation menar man många mutationer som sker på en gång. Makromutationsteorin har numera i stort sett förkastats som en huvudförklaring till organismers adaptation, eftersom mutationer oftast är skadliga och en storskalig sådan har låg överlevnadssannolikhet. Makromutationer är dock en tänkbar förklaring för vissa skillnader, som till exempel antalet kroppssegment hos leddjur.
Richard Dawkins, som är en ledande auktoritet inom evolutionsteorin, tvivlar på att makromutationer har någon betydelse inom evolutionen eftersom mikromutationer fullt ut förklarar evolutionen.